# Michael Brindley
Pour les articles homonymes, voir Brindley.
Michael Brindley est un scénariste, réalisateur et producteur américain.

## Filmographie

### Comme scénariste
- 1982 : The Dark Room
- 1982 : Taurus Rising (série TV)
- 1987 : Shame
- 1990 : Les Ailes des héros (The Great Air Race) (TV)
- 1991 : Sydney Police (Police Rescue) (série TV)
- 1997 : One Way Ticket (TV)
- 1998 : Entertaining Angels

### Comme réalisateur
- 1998 : Entertaining Angels

### Comme producteur
- 1982 : The Dark Room